# Ted Ray
Pour les articles homonymes, voir Ray.
Edward R. G. "Ted" Ray est un golfeur professionnel anglais né le 28 mars 1877 et mort le 26 août 1943 , vainqueur de l'Open britannique hommes en 1912 et de l'U.S. Open en 1920.